# Александров, Павел Константинович (1898)
Павел Константинович Александров (партийный псевдоним, настоящая фамилия Ветлин) (1898 — 1937) — советский партийный деятель, секретарь Тверского губкома РКП(б), исследователь рабочего движения в Тверской губернии.

## Биография
Родился 28 ноября 1898 года года в селе Иванищи Старицкого уезда в семье священника. Известно, что его отец после 1917 года «перешёл на сторону советской власти». Выпускник Тверской классической гимназии, во время учёбы подрабатывал репетиторством.
Ещё учась в гимназии, начал принимать участие в работе подпольного революционного кружка. В августе 1915 года вступил в РСДРП, в октябре 1915 года участвовал в работе расширенного актива Тверской организации РСДРП. В 1915—1916 годах занимался пропагандой в подпольной организации на Рождественской мануфактуре Берга. Избран членом Тверского комитета РСДРП(б), один из самых активных его сотрудников. В январе 1917 на совместном собрании меньшевистской и большевистской фракций Твери безуспешно агитировал за принятие большевистских лозунгов.
В марте 1917 года избран членом Тверского городского комитета РСДРП(б) и членом городского совета. Активно участвовал в революционном движении и сопровождающих его событиях в Твери. 1 марта выступал на митинге на фабрике Берга. 15 апреля 1917 году вместе с М. М. Константиновым и А. И. Криницким на собрании Тверской парторганизации избран делегатом на Московскую областную и VII Всероссийскую конференции РСДРП(б). В апреле (мае) 1917 года участвовал в работе VII Апрельской конференции РСДРП(б), представляя там Тверскую большевистскую организацию. 26 мая 1917 председатель на собрании тверских большевиков, которые одобрили резолюции Апрельской конференции. С 5 октября 1917 член временного исполкома Тверского совета рабочих депутатов, а с 6 октября — член губернского бюро РСДРП(б).
Автор «Декрета о власти» от 28 октября 1917 года, принятого Тверским Советом рабочих и солдатских депутатов. Этот Декрет выразил поддержку созданному на II Всероссийском съезде Советов Совету Народных Комиссаров и объявил единственной революционной властью в городе Тверской Совет рабочих и солдатских депутатов, действующий с помощью верховного органа революционной власти — Временного революционного комитета.
ВС октября 1917 по май 1918 года — редактор тверской газеты «Пролетарская мысль», член бюро и секретарь губкома РКП(б).
В мае 1918 года мобилизован в Красную Армию. Служил рядовым и политработником, член оперативного штаба Западно-Сибирского фронта в Омске.
С апреля[уточнить] 1919 член Владимирского губернского комитета РКП(б). С 18 по 23 марта 1919 года делегат от Владимирской парторганизации VIII-го съезда РКП(б), проходившего в Москве. В августе 1919 стал инструктором-организатором политотдела Тульского укрепрайона.
Вернулся в Тверь. С января 1920 по март 1921 года — редактор «Тверской правды», член президиума губисполкома.
В марте 1921-го поступил в Институт красной профессуры в Москве. Одновременно пропагандист Замоскворецкого райкома РКП(б), научный сотрудник Социалистической академии общественных наук. Начиная с 1924 года, сотрудник Совещания по работе в деревне при ЦК РКП(б), затем его ответственный секретарь. В 1924—1925 избран член Моссовета. Внештатный корреспондент газеты «Правда», журналов «Большевик», «Спутник коммуниста», «Деревенский коммунист». В 1925 году окончил экономическое отделение Института Красной профессуры.
В июня 1925 в командировке за границей[где?] для продолжения образования. С июня 1926 заместитель начальника управления Наркомторга СССР, с марта 1928 — консультант при наркоме и заместитель председателя плановой комиссии.

### «Бухаринская школа»
«Институт Красной профессуры», где учился Александров, был достаточно тесно связан с Н. И. Бухариным, хотя сам Николай Иванович фактически не имел возможности преподавать в ИКП. Например, в учебном 1923/24 году планировался семинар под его руководством, но, как отметил в своей докладной ректор ИКП М. Н. Покровский, Бухарин, как и многие другие высокие партийцы, не смог проводить планируемый семинарий из-за «перегруженности другой работой». Тем не менее, как отмечают историки, Бухарин пользовался среди слушателей ИКП особой популярностью. Так называемая «Бухаринская школа» начала складываться ещё в 1919 из молодых людей, занимавшихся у Бухарина в Коммунистическом университете имени Я. М. Свердлова и перешедших в ИКП. Поддерживая взгляды Бухарина, многие слушатели ИКП приняли активное участие в критике и в борьбе с троцкистами и зиновьевцами. Бухарин интересовался успехами своих сторонников и поддерживал их, в частности, с предисловием Бухарина в 1927 году вышла книга слушателя ИКП А. Ю. Айхенвальда «Советская экономика. Экономика и экономическая политика СССР», развивающая идеи Бухарина.
К кругу учеников и последователей Бухарина был близок и П. К. Александров. Когда в январе 1929 году Бухарина сначала сняли с занимаемых им постов, затем в апреле Сталин заявил о нём «вчера еще личные друзья, теперь расходимся с ним в политике» и наконец в ноябре его вывели из состава Политбюро, параллельно во всех учреждениях пошли чистки его сторонников. На партийном собрании ячейки ВКП(б) в Наркомпросе по осуждению «правого уклона» Александров прямо заявил о своём расхождении с линией партии в вопросе отношения к деревне. Комиссия объявила ему строгий выговор и предупредила, что «продолжение политических шатаний и попытки борьбы в какой бы то ни было форме против решений партии поставят его вне рядов ВКП(б)». В декабре 1929 года Александров уволен из Наркомторга и переведён в Свердловск на работу преподавателем политэкономии Уральского коммунистического университета. Там на заседании партячейки 13 июня 1930 года от Александрова снова потребовали покаяния и разоблачений «соучастников». Александров ответил: «Мне не в чем признаваться, без конца себя бичевать я не намерен». На очередном обсуждении в ноябре его обвинили в пассивности в разоблачении правого уклона и он был уволен из идеологического вуза. 6 декабря 1930 года районная, а 19 марта 1931 областная партийные организации исключили Александрова из партии с формулировкой: «в своей практической работе в Коммунистическом университете не доказал искренности своего отхода от право-уклонистских взглядов и желания борьбы с правым уклоном».
28 июня 1931 года по заявлению Александрова Центральная Контрольная Комиссия ВКП(б) восстановила его в партии, учтя его революционное прошлое. После этого он смог устроиться на работу преподавателя в Уральский химико-технологический университет. Но 17 января 1932 года его опять прорабатывали на партсобрании уже по новому месту службы. И исключили из партии, обвинив, что он «не развернул критику своих прежних теоретических воззрений, а так же за то, что при разработке программных заданий давал неправильную ориентацию студентам в идеологической борьбе на два фронта». Но 23 апреля 1932 года Партколлегия ЦКК ВКП(б) снова восстановила его в партии с формулировкой, что в разработанных им программах «не было обнаружено отступлений от генеральной линии партии». После этого Александров вернулся в Москву и начал работать заместителем начальника сектора товарооборота Госплана СССР. В течение трёх лет, вплоть до 1936, находился в заключении.

### Дело «Антипартийной контрреволюционной группы правых Слепкова и других („бухаринская школа“)»
В двух биографиях П. К. Александрова и на сайте "Энциклопедический справочник «Тверская область», и в книге «Тверские памятные даты на 2008 год» сообщается, как о доказанном факте, что он в августе 1933 году участвовал в так называемой конференции «бухаринской школы», где сделал доклад с критическим экономическим анализа хода индустриализации страны, за что он и был позднее арестован.
Дело началось с ареста в середине октября 1932 года в городе Новосибирске заведующего социально-бытовым сектором Западно-Сибирского крайплана  В. В. Кузьмина, который имел неосторожность сказать своим сослуживцам, что знаком с А. Н. Слепковым и Д. П. Марецким, недавно арестованными по подозрению в связях с ретюнинской оппозицией. Через 3 месяца, 1 февраля 1933 года, начальник секретно-политического отдела ОГПУ Г. А. Молчанов сообщил вышестоящим инстанциям, что «после долгого запирательства дал откровенные показания» о том, что он <В. В. Кузьмин> является участником существующей в Москве организации, состоящей из сторонников «правой оппозиции», которая поставила своей задачей организацию и проведение борьбы с партийным руководством и смену этого руководства во главе с И. В. Сталиным. В показаниях Кузьмина уже фигурировало имя П. К. Александрова, как члена предполагаемой группы. Арестованный Слепков также давал признательные показания, но пытался смягчить участь части из подозреваемых. В протоколе от 18 февраля 1933 с его слов записано "ряд лиц (Александров, В. Слепков, Жиров, Астров) — менее активны, или более партийно настроены, а ряд привлеченных по нашему делу лиц (Гасперская, А. Астрова, Идельсон и др.) не принимали активного участия в группе". 
По мнению исследователей термин «конференция» впервые прозвучал в показаниях В. Н. Астрова и его жены А. Ф. Астровой. Однако в сообщении от 28 февраля 1933 года Г. Г. Ягоды И. В. Сталину о ходе расследования сказано: "В начале сентября 1932 г. в Москве на квартире Астрова и Марецкого состоялась конференция к.-р. организации <...>. Был заслушан доклад Александрова об итогах выполнения народно-хозяйственного плана на 1932 г.".
16 апреля 1933 года дело «Антипартийной группы правых Слепкова и других («бухаринская школа»)» было рассмотрено коллегией ОГПУ. 31 участник процесса были приговорён к тюремным срокам от 2 до 8 лет,  в том числе и дававшие признательные показания, на которых строилось обвинение, только трое получили ссылку: П. К Александров и В. С. Попов — 3 года соответственно в Северный край и Казахстан и В. Г. Белов — 1 год на Урал. 
В. Н. Астров в своём заявлении о реабилитации от 11 марта 1968 года утверждал, что "встреча у него на квартире в августе 1932 г. с некоторыми из бывших однокашников по Институту красной профессуры «была неправильно истолкована следствием как якобы «конференция контрреволюционной организации правых». Сотрудники общего отдела ЦК КПСС и института марксизма-ленинизма пришли к выводы, что "встречи и беседы <выпускников ИКП, относимых к "бухаринской школе"> носили неформальный, дружеский и, как правило, случайный характер во время приездов в Москву и т. д.). Документального подтверждения целенаправленной организации таких встреч не имеется". Как не имеется доказательств, что П. К. Александров делал именно "доклад" об экономическом положении страны, а не делился с однокурсниками лишь беспокойством о положении в экономике. 
Сослан в Архангельск. Работал экономистом Северной областной конторы железно-дорожных и водных буфетов. Снова арестован 9 января 1937 года. Этапирован в Москву. По приговору Военной коллегии Верховного суда СССР приговорён к расстрелу. Приговор приведён в исполнение в тот же день. Похоронен в могиле № 1 для не востребованных прахов Донского крематория в Москве.
Реабилитирован в 1956 году (видимо, по первому делу), по второму делу реабилитирован 3 марта 1959 года ВК ВС СССР.
В 1989 году Комитетом партийного контроля вместе с другими арестованными по делу «Бухаринской школы» посмертно восстановлен в партии. 17 октября 1989 года данное решение одобрено Политбюро ЦК КПСС.

## Научные работы
- «Рабочее и социал-демократическое движение в Тверской губурнии с 1883 по 1905» (1921; рукопись хранится в ТЦДНИ. Ф. 114. Оп. 1. Д. 10)
- «Очерк рабочего движения в Тверской губернии 1885—1905 годы» (Тверь, 1923).

## Адреса
- 1937 — Архангельск, ул. Пролетарская, д. 48, кв. 1[12].

## Комментарии
1. ↑  Данная формулировка[2], использованная биографом в самой детальной биографии П. К. Александрова, очень многозначна — её интерпретация может варьировать от обязательного поминания советских лидеров в молитвах (так называемого "сергианства"), до обновленчества и даже снятия сана и объявления себя безбожником.
2. ↑  Как пишет историк Е. В. Никуленкова: "С целью привлечения иностранных источников для написания работ, прежде всего по истории Запада, мировому хозяйству, экономике капиталистических стран, практиковались командировки слушателей последних курсов за границу. В 1921–1928 годах в заграничных командировках побывало 45 выпускников ИКП[7]".
3. ↑  Однако уже к весне 1928 года сам термин "Бухаринская школа" имел отрицательную коннотацию. Выпускник ИКП А. Авторханов вспоминал, что когда в июле 1928 года на теоретической конференции ИКП и Комакадемии по обсуждению судьбы НЭПа "кто-то из аудитории предложил включить в повестку дня конференции новую тему - „концепцию правого оппортунизма школы Бухарина". Когда председательствующий заявил, что такой „школы" нет и поэтому нет и ее концепции, то совершенно неожиданно раздались громкие протесты против произвола председателя. Когда решили поставить вопрос на голосование, то выступил от имени ЦК А. Стецкий (тогда зам. зав. агитпропом) с поддержкой предложения. Это крайне удивило всех: ведь Стецкий числился в первых учениках Бухарина"[8].